# Kalavihosahalli, Bangarapet
Kalavihosahalli là một làng thuộc tehsil Bangarapet, huyện Kolar, bang Karnataka, Ấn Độ.